# 岡田實 (電気工学者)
岡田 實（おかだ みのる、1907年（明治40年）10月31日 - 1991年（平成3年）1月14日）は、昭和時代の日本の電気工学者。工学博士。
戦前から航空電子工学の研究に取り組み、戦後は日本電信電話公社電気通信研究所次長、工学院大学学長、運輸省航空事故調査委員会委員長を歴任した。

## 来歴
愛知県名古屋市に生まれる。1931年（昭和6年）3月に東京帝国大学工学部電気工学科を卒業し、逓信省の電気試験所に入所。航空無線の研究に従事し、日本の船舶無線航行援助方式の主流となった「反転式回転無線標識」を考案。また、のちに米国で完成され国際標準として全世界で利用されるようになるVORと同一原理の「相差式無線標識」を発明し、無線標識を中心とした航空機無線嚮導方式に関する一連の研究により1941年（昭和16年）8月に東京帝国大学から工学博士号を授与された。しかし同年12月の太平洋戦争開戦により航空無線研究は中止を余儀なくされ、戦時中はレーダーなど与えられた軍事課題の研究にたずさわった。
戦争末期の1945年（昭和20年）、試験所の疎開地の1つである山梨支所の開設準備にあたり、5月に支所長に就任。終戦後の同年10月、新設の試験部長となり帰京した。GHQの勧告により1948年（昭和23年）8月に試験所が分割され、電力部門が商工省の工業技術庁電気試験所、通信部門が逓信省の電気通信研究所となった際には電気通信研究所に移り、引き続き試験部長を、翌年2月から試作部長を務めた。さらに同年6月の電気通信省移管、1952年（昭和27年）の日本電信電話公社移管の後、1953年（昭和28年）4月から方式部長、1955年（昭和30年）7月から研究所次長を務め、マイクロ波中継方式、同軸多重回線方式、クロスバー交換方式などの実用化を指導した。
1957年（昭和32年）8月、母校東京大学の教授に転じ、戦後日本の航空研究再開により翌年4月に航空研究所が復活するに先立ち、新研究所設立の母体となる理工学研究所に勤務。1964年（昭和39年）4月には航空研究所の改組によって宇宙航空研究所勤務となった。航空無線研究の道に復帰した岡田は、ドップラー・レーダーによる自動航法装置の研究、自動航空交通管制の研究、着陸用精密高度計の研究に取り組んだほか、大学院数物系研究科、のち工学系研究科の担当となり学生を指導。教養学部、電気通信大学、工学院大学でも講師を務め、1968年（昭和43年）3月に東京大学を定年退官した後は工学院大学教授となった。また大学紛争さなかの1970年（昭和45年）6月には学長に就任し、学費値上げ反対闘争の難局に対処した。
1974年（昭和49年）5月、運輸省航空事故調査委員会委員長就任の要請を引き受け、2期目に入ったばかりの学長職を辞任。翌6月から1980年（昭和55年）2月まで委員長を務めた。このほか、運輸省航空審議会・科学技術庁電子技術審議会委員、電波航法研究会・電子通信学会副会長、航空振興財団顧問を歴任し、米国電気電子学会フェロー、東京大学名誉教授となった。1991年（平成3年）1月14日、肺炎により東京都世田谷区の病院で死去。

## 著作
- 「交通」（電子通信学会編 『電子通信学会50年史』 電子通信学会、1967年12月）
- 「研究生活の回顧」（『東京大学宇宙航空研究所報告』第4巻第2号、1968年4月、NAID 110000196931）
- 「試作部の充実」「同い年の兄貴」（『吉田五郎のおもかげ』 吉田五郎追悼録刊行会、1973年7月）
- 「思い出一つ二つ」（『電波時報』第317号、電波振興会、1976年12月）
- 「若き友へのすすめ」（『電波航法』No.28、電波航法研究会、1981年10月、NAID 40002562034）

著書
- 『マイクロ波を利用した航空用航法装置』 共立出版〈電子・通信工学講座〉、1960年3月
- 『電波応用』 谷村功ほか共著、コロナ社〈電気通信学会大学講座〉、1962年12月
- 『近代電波応用工学』 織野善夫ほか共著、電気書院〈近代通信工学大講座〉、1971年
- 『航空機の自立航法装置』 小田達太郎共著、コロナ社、1972年9月

編書
- 『航空電子装置』 日刊工業新聞社〈工業電子装置シリーズ〉、1966年6月 ／ 1978年1月改訂版

## 受賞歴
- 日本ラヂオ協会功績章（1940年、全方向式無線標識の発明）[16]
- 大毎・東日通信賞（1941年、全方向式無線標識の完成）[17]
- 帝国発明協会奨励賞（1943年、全方向式無線標識の考案）[18]
- 紫綬褒章（1968年、反転式回転無線標識の発明を完成）[19]

## 関連文献
- 『航空事故調査委員会20年のあゆみ』 航空事故調査委員会20周年記念事業実行委員会、1994年
- 「岡田実」（板倉聖宣監修 『事典 日本の科学者』 日外アソシエーツ、2014年6月、ISBN 9784816924859）